# Премия Георга Бюхнера
Премия Георга Бюхнера (нем. Georg-Büchner-Preis) — крупнейшая литературная премия Германии.

## История премии
Была учреждена в 1923 году правительством федеральной земли Гессен в память о Георге Бюхнере, гессенце по рождению, как ежегодная награда двум крупнейшим деятелям литературы 
С 1951 года премия стала чисто литературной и ежегодно присуждается Немецкой Академией языка и поэзии в Дармштадте автору, чье литературное творчество с поразительной образной силой служит немецкому языку и немецкоязычной культуре. Полагающееся при этом денежное вознаграждение составляет в настоящее время 40 тысяч евро. В честь 60-летнего юбилея премии в 2011 году её размер составил 50 тысяч евро.